# Francis Searle
Pour les articles homonymes, voir Searle.
Francis Searle  est un réalisateur britannique né à Londres le 14 mars 1909 et mort dans cette ville le 31 juillet 2002.

## Filmographie partielle
- 1946 : A Girl in a Million
- 1947 : Things Happen at Night
- 1949 : The Man in Black
- 1949 : Celia: The Sinister Affair of Poor Aunt Nora
- 1950 : The Lady Craved Excitement
- 1950 : Someone at the Door
- 1951 : A Case for PC 49
- 1951 : The Rossiter Case
- 1951 : Cloudburst
- 1952 : Love's a Luxury
- 1952 : Never Look Back
- 1952 : Whispering Smith Hits London
- 1952 : Double Identity
- 1953 : Wheel of Fate
- 1953 : Murder at 3am
- 1954 : Profile
- 1962 : The Night of the Prowler